# Le Déterrement de nous
Pour plus de détails, voir Fiche technique et Distribution.
Le Déterrement de nous est un film d'animation franco-greco-haïtien de court métrage réalisé par Shirley Bruno et sorti en 2017.

## Fiche technique
- Titre : Le Déterrement de nous
- Titre original : An Excavation of Us
- Réalisation : Shirley Bruno
- Scénario : Shirley Bruno
- Animation : Alexandru Petru Badelita
- Montage : Shirley Bruno
- Musique : Junkai Chen
- Producteur : Shirley Bruno
- Production : Le Fresnoy
- Distribution :
- Pays d'origine :  France,  Grèce et  Haïti
- Durée : 11 minutes 11
- Dates de sortie :
  - France :
    - 31 décembre 2017
    - 11 juin 2018 (FIFA 2018)

## Distinctions
Il remporte la prix du film Off-Limits à l'édition 2018 du festival international du film d'animation d'Annecy ex-æquo avec Garoto transcodificado a partir de fosfeno.